# Камий Сен-Санс
Шарл Камий Сен-Санс (на френски: Charles Camille Saint-Saëns) е виден френски композитор, органист, учител и диригент.

## Биография
Завършва Парижката консерватория през 1848 г. при професорите Франсоа Беноа (орган) и Жак-Фромантал Халеви (композиране). Работи като органист от 1853 до 1877 г., като преподава пиано в школата на Луи Нидермайер (1861 – 1865 година).
Един от организаторите на Националното музикално общество (1871).
Концертира в много страни като пианист и диригент, изпълнявайки предимно собствени творби.
Член на Френския музикален институт, почетен доктор на Университета в Кеймбридж, почетен член на Петербургското отделение на Руското музикално общество (1909).

## Произведения

### Опери
- „Жълтата принцеса“ (La Princesse Jaune) (1872)
- „Сребърното звънче“ (Le Timbre d’Argent) (1877)
- „Самсон и Далила“, (Samson et Dalila), (1877, Ваймар)
- „Етиен Марсел“ (Étienne Marcel) (1879)
- „Хенрих VIII“ (Henry VIII) (1883)
- „Прозерпина“ (Proserpine) (1887)
- „Асканио“ (Ascanio) (1890)
- „Фрина“ (Phryné), (1893)
- „Фредегонда“ (Frédégonde) (1895)
- „Варвари“ (Les Barbares) (1901)
- „Андромаха“ (Andromaque)
- „Елена“ (Hélène/La creation d’Helene) (1904)
- „Родоначалникът“ (L’Ancêtre) (1906)
- Déjanire (1911)
- „Монако и Париж“ (1911)

### Други произведения
- 3-та симфония (с орган, 1886)
- 3-ти концерт (1880)
- „Интродукция и рондо капричиозо“ (1863) за цигулка и оркестър,
- 2-ри, 4-ти, 5-и концерт за пиано (1868, 1875, 1896),
- „Карнавал на животните“ – фантазия за оркестър (1886)
- Концерт за виолончело и оркестър Op.33 a moll

### Литературни произведения
- „Portraits et souvenirs“ (1903 г.) – критика.
- „Хармония и мелодия“ (1885 г.).
- „Портрети и спомени“ (1899 г.).
- Под редакцията на Сен-Санс са публикувани Пълни събрани съчинения на Ж. Ф. Рамо, К. В. Глук и др.